# Sonnet (KDE)
Sonnet es un programa de corrector ortográfico multilingüe en KDE Frameworks 5 y KDE Software Compilation 4. Sonnet sustituyó a kspell2 que se creó para KDE3. Los dos objetivos principales para el desarrollo de Sonnet fueron una API más simple, un soporte de lenguaje y un rendimiento más amplios. Mejoras notables en Sonnet sobre kspell2 son
- Detección automática de idioma. Un idioma puede identificarse con tan solo 20 caracteres de texto. Incluso múltiples idiomas en el mismo documento pueden ser detectados y deletreados correctamente
- Mejor rendimiento
- Mejoras en el corrector ortográfico de idiomas como tailandés y japonés
- Diseño más simple, kspell2 constaba de 7 componentes y una API complicada. Sonnet es un componente único y tiene como objetivo proporcionar una API más simple
- El usuario puede seleccionar un diccionario principal y de respaldo, un ejemplo dado fue un médico que con frecuencia usa términos de un diccionario médico. Las palabras que no aparecerían en un diccionario normal serían corregidas por el diccionario de respaldo que contiene términos médicos.